# الکلی‌ها
الکلی‌ها (انگلیسی: Drunks) فیلمی آمریکایی است که در سال ۱۹۹۵ منتشر شد.

## بازیگران
- آماندا پلامر
- کالیستا فلوکهارت
- دایان ویست
- فی داناوی
- جرج مارتین
- کوین کوریگان
- لیسا گی همیلتون
- پارکر پوزی
- سام راکول